# Xã Date, Quận Texas, Missouri
Xã Date (tiếng Anh: Date Township) là một xã thuộc quận Texas, tiểu bang Missouri, Hoa Kỳ. Năm 2010, dân số của xã này là 474 người.